# ديفل (فلم)
ديفل (بالإنجليزية: Devil) هو فيلم رعب أمريكي إنتاج عام 2010 مأخوذ عن قصة لإم. نايت شيامالان، وصدر الفيلم يوم 17 سمبتبر 2010 وهو يعتبر أول جزء من ثلاثة أفلام، تدور قصة الفيلم حصار مجموعة من الأشخاص داخل المصعد لا يعلمون أن الشيطان هو شخص منهم

## أحداث الفيلم
يبدأ الفيلم بانتحار عامل بالقفز من مبنى. ويستدعى المحقق بودين إلى مكان الحادث للمساعدة في التحقيق وكان بودين يتعافى من شرب الخمور بسبب وفاة زوجته وطفله في حادث سيارة
يركب خمسة غرباء الذين ارتكبوا جرائم مختلفة في الماضي، مصعد موجود داخل المبنى الذي حدث به الانتحار.
تحدث أشياء غريبة في المصعد مثل وقوفه بين الطوابق وأنطفاء الأضواء وأصابة أحدهم بجرح، ثم يموت أحدهم وتتوالى الأحداث ، في النهاية يموت الجميع ماعدا شخص واحد ثم تستفيق جثة امرأة عجوز ليتبين أنها الشيطان متخفي فتترك الرجل الذي بقي بعد اعترافه أنه قتل امرأة وطفلها عن غير قصد بحادث سيارة (زوجة وابن المحقق بودين)

## وصلات خارجية
- الموقع الرسمي
- مقالات تستعمل روابط فنية بلا صلة مع ويكي بيانات